# NGC 4880
NGC 4880 је спирална галаксија у сазвежђу Девица која се налази на NGC листи објеката дубоког неба.
Деклинација објекта је + 12° 29' 0" а ректасцензија 13h 0m 10,5s. Привидна величина (магнитуда) објекта NGC 4880 износи 11,6 а фотографска магнитуда 12,5. Налази се на удаљености од 15,7000 милиона парсека од Сунца. NGC 4880 је још познат и под ознакама UGC 8109, MCG 2-33-47, CGCG 71-94, PGC 44719.